# Syrmaticus
Syrmaticus és un gènere d'ocells de la subfamília dels fasianins (Fasianinae), dins la família dels fasiànids (Fasianidae). Aquests faisans viuen generalment en zones de muntanya del nord de l'Índia, Xina, Myanmar i Tailàndia, i a les illes de Taiwan i Japó.

## Llistat d'espècies
S'han descrit 5 espècies dins aquest gènere:
- Faisà d'Elliot (Syrmaticus ellioti).
- Faisà de Hume (Syrmaticus humiae).
- Faisà mikado (Syrmaticus mikado).
- Faisà venerat (Syrmaticus reevesii).
- Faisà de coure (Syrmaticus soemmerringii).